# Gonodrepanum drepanephoron
Gonodrepanum drepanephoron är en mångfotingart som först beskrevs av Carl Graf Attems 1898.  Gonodrepanum drepanephoron ingår i släktet Gonodrepanum och familjen orangeridubbelfotingar. Inga underarter finns listade i Catalogue of Life.